# Homonoia

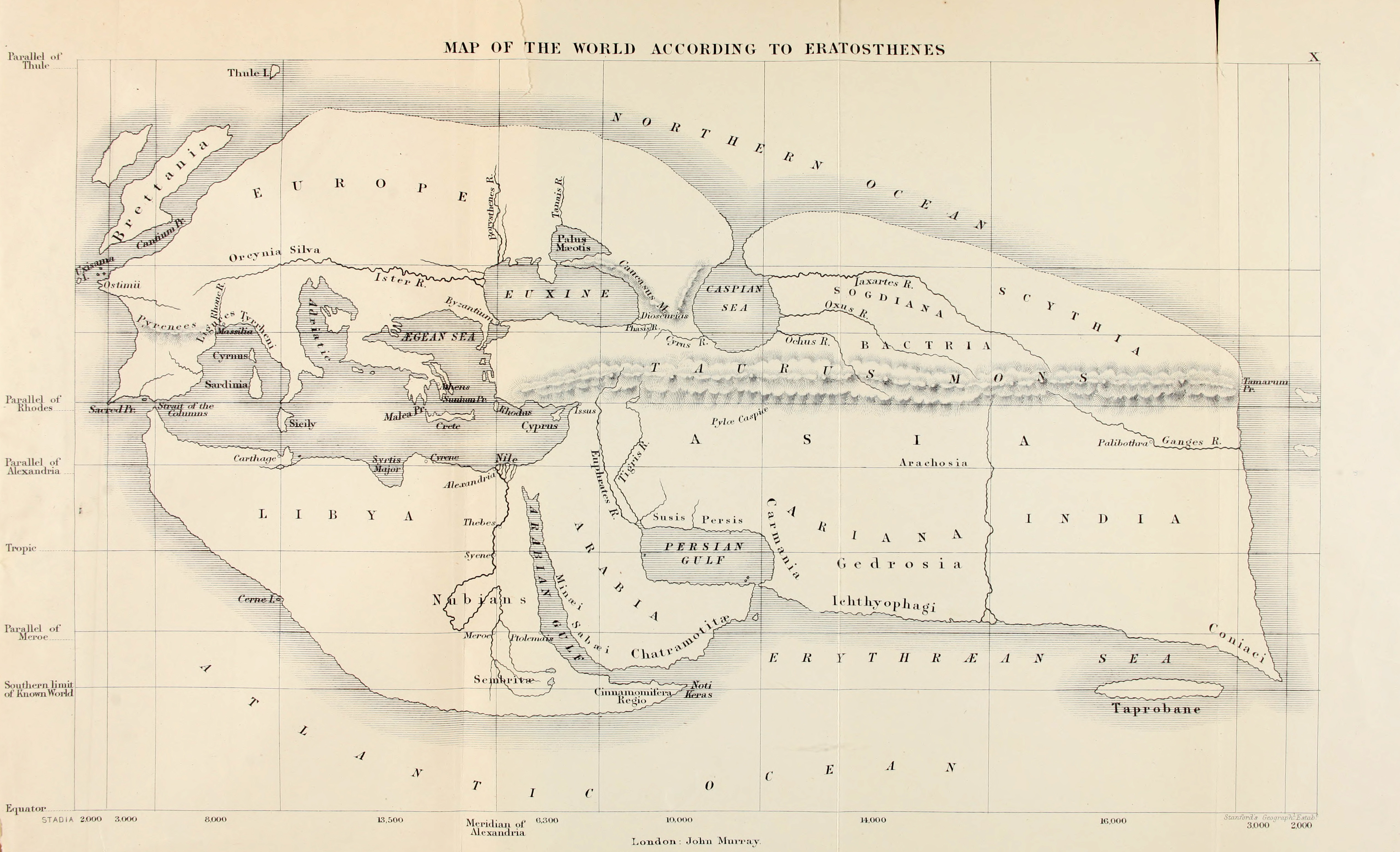
Il mondo ellenistico, in cui Alessandro cercò di governare il suo nuovo impero attraverso il concetto di homonoia

Homonoia (in greco antico: ὁμόνοια?, homónoia) è il concetto di ordine e unità, "essere di una sola mente insieme" o "unione di cuori". Fu usato dai Greci per creare unità nella politica della Grecia classica. Ebbe un uso diffuso quando Alessandro Magno ne adottò i principi per governare il suo vasto impero.

## Interpretazione

### Grecia classica
Il concetto di homonoia era un concetto greco antico che tradizionalmente non veniva applicato al di fuori della loro cultura. I Greci vedevano la homonoia come l'assenza di combattimenti tra fazioni nelle loro città-stato, mentre consideravano le culture diverse dalla loro come "barbare". Aristotele una volta disse al suo studente, il giovane Alessandro Magno, "tratta i Greci come amici, ma [i non-Greci] come animali".
Fu Isocrate il primo a guardare oltre il popolo greco. Pur non sostenendo che i selvaggi del mondo non-greco potessero essere alla pari con il superiore popolo greco, credeva che potessero essere resi Greci e che quindi potessero essere "di una sola mente insieme". Isocrate affermò che essere Greci era una questione di educazione, non di sangue: chiunque poteva diventare greco apprendendo la cultura greca. Fu durante la sua permanenza alla corte del re Filippo II di Macedonia che Isocrate fu in grado di insegnare tale concetto a un pubblico influente: Filippo II in seguito usò il concetto di homonoia come fulcro ideologico della lega di Corinto, un'alleanza degli stati greci in vista di una guerra contro l'Impero persiano. Dopo che Filippo II fu assassinato (336 a.C.), suo figlio Alessandro divenne re di Macedonia e divenne lui stesso un sostenitore della homonoia.

### Alessandro Magno
Il precettore di Alessandro, Aristotele, considerava i non-Greci come animali barbari. Alessandro, tuttavia, ignorò le indicazioni del suo insegnante e approfondì il concetto di homonoia. Avendo conquistato un impero che copriva la maggior parte del mondo conosciuto, Alessandro cercò di governare i suoi sudditi, che fossero Greci, Persiani o Egizi, sotto il concetto di homonoia. Nel breve periodo in cui governò il suo Impero, cercò di adottare i costumi delle culture che conquistò, ad esempio introducendo alla sua corte l'abbigliamento e le usanze dei Persiani, in particolare la Proskýnesis (che consisteva in un bacio simbolico della mano, oppure nel prostrarsi al suolo, in segno di rispetto verso una persona di rango sociale superiore). Alessandro inoltre fece sposare gli ufficiali del suo esercito con donne persiane, nel tentativo di creare un senso di unità nel suo nuovo Impero. Attraverso le sue politiche Alessandro voleva creare un nuovo impero greco-orientale, distinto dal sistema più tradizionale di una piccola classe dominante di conquistatori che regnano sui vinti. Alessandro continuò ad usare come governatori i vecchi satrapi persiani, ma affidò le cariche di nuova istituzione, relative alle finanze e alla tassazione, a dei Macedoni. Dopo la sua morte la maggior parte delle sue riforme continuò ad avere effetto, anche quando l'Impero si frammentò in diversi regni.

### Nell'Oriente romanizzato
Quando i Romani conquistarono l'Oriente altamente urbanizzato, il concetto di homonoia fu esteso come meccanismo simbolico per affrontare le tensioni all'interno delle città e per collegare le città-stato orientali, che spesso adottavano politiche fortemente individualistiche. Il tempio di Homonoia presso Afrodisia in Caria è il luogo in cui avviene il matrimonio di Calliroe e Dionisio nel romanzo del I secolo d.C. Le avventure di Cherea e Calliroe; il tempio è raffigurato in conio di Afrodisia che mostra la statua di Afrodite venerata presso Afrodisia assieme a quelle altre città, sotto la legenda homonoia: secondo Edwards "le divinità nelle emissioni di monete fungevano da simboli che mediavano il potere all'interno delle alleanze regionali, sostenevano il prestigio del regno divino nell'attività umana e fornivano il collante che collegava le sfere politica e cosmica." Nel I secolo d.C. il retore greco Dione Crisostomo cercò in una delle sue orazioni di stabilire l'homonoia tra due città dell'Asia Minore che reclamavano ciascuna il titolo di "prima città", Nicea e Nicopoli.